# 由比正信
由比 正信（ゆい まさのぶ）は、戦国時代の武将。今川氏の家臣。

## 略歴
今川義元に仕え、永禄3年（1560年）桶狭間の戦いにおいて織田信長軍と交戦。今川義元と同じくこの戦いで戦没した。
由比正信の素性に関しては複数の説が存在する。駿河国益津郡の徳一色城主であったとされることが多いが、『由比町史』では駿河国庵原郡由比城（静岡県静岡市清水区由比町）の城主・由比光教が田中城（徳一色城）に異動したため、その後継として由比城主になったとしている。この「由比光教」は、由比氏の諸系図に従えば曾祖父が同人物である再従兄弟であるとされるものの、『駿河志料』『古代氏族系譜集成』では光教と正信を同一人物として扱っている。